# 小行星7900
小行星7900（英語：7900 Portule）是一颗围绕太阳公转的小行星。1996年2月14日，U. Munari、M. Tombelli在阿夏戈发现了此天体。
这颗小行星的绝对星等为230.9548378599051等。